# Frank Carlson

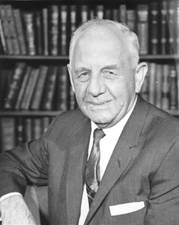
Frank Carlson

Frank Carlson (* 23. Januar 1893 im Cloud County, Kansas; † 30. Mai 1987 in Concordia, Kansas) war ein US-amerikanischer Politiker (Republikanische Partei) und von 1947 bis 1950 der 30. Gouverneur von Kansas. Diesen Bundesstaat vertrat er außerdem von 1950 bis 1969 im US-Senat.

## Frühe Jahre und politischer Aufstieg
Frank Carlson absolvierte das Concordia Normal and Business College und das Kansas State College. Dort studierte er im Hauptfach Landwirtschaft. Während des Ersten Weltkriegs diente er 1918 bis 1919 als einfacher Soldat in der US Army. Nach dem Krieg kehrte er in seinen Heimatort Concordia zurück, wo er Farmer wurde. Zwischen 1929 und 1933 war Carlson Abgeordneter im Repräsentantenhaus von Kansas. Von 1932 bis 1934 war er außerdem Parteivorsitzender der Republikaner in Kansas. Zwischen 1935 und 1947 vertrat er den sechsten Wahlbezirk seines Staates als Abgeordneter im US-Repräsentantenhaus. Im Jahr 1946 wurde er zum neuen Gouverneur von Kansas gewählt.

## Gouverneur von Kansas
Carlsons Amtszeit begann am 13. Januar 1947. Nach einer Wiederwahl im Jahr 1948 blieb er bis zum 28. November 1950 im Amt. In dieser Zeit wurde das Schulsystem in Kansas generell verbessert. Gefördert wurden nicht nur die Colleges und Universitäten, sondern auch bewusst die Schulen im ländlichen Bereich. Ein anderer Schwerpunkt war die Gesundheitspolitik. Auch hier wurde der ländliche Raum stärker berücksichtigt. In diesem Zusammenhang wurden Wohlfahrtsprogramme restrukturiert. Das Autobahnnetz wurde ausgebaut. Zu diesem Zweck wurde ein auf 20 Jahre angelegtes Ausbauprogramm beschlossen, das durch eine Erhöhung der Mineralölsteuer finanziert wurde. Am 7. November 1950 wurde Carlson in den Senat der Vereinigten Staaten gewählt. Aus diesem Grund trat er am 28. November zurück, weniger als zwei Monate vor Ablauf seiner Amtszeit, um sein neues Amt in Washington, D.C. anzutreten. Seine restliche Amtszeit musste Vizegouverneur Frank Hagaman zu Ende bringen, zu seinem Nachfolger ab Januar 1951 war Edward F. Arn gewählt worden.

## Weiterer Lebenslauf
Von November 1950 bis Januar 1969 gehörte Carlson dem US-Senat an. Dort war er Mitglied einiger Ausschüsse, wie etwa dem US Senate Committee on Foreign Relations. Im Jahr 1952 unterstützte er die Präsidentschaftskandidatur von Dwight D. Eisenhower. Frank Carlson war Mitglied des Direktoriums von World Vision United States und auch Mitglied eines heute unter dem Namen The Family bekannten evangelikalen Netzwerks und war eine der einflussreichsten Personen dieses Netzwerkes in der US-Politik.
In den 1950ern reiste er zusammen mit dem Senator Homer Capehart, welcher wie er Mitglied des Committee on Foreign Relations war, und einer Delegation von 12 Geschäftsleuten von "The Fellowship", einem Teil des Netzwerkes von The Family, nach Haiti. Ziel war es Kontakte zu knüpfen und das Netzwerk in einem Land zu erweitern, welches nach Ansicht des antikommunistisch ausgerichteten Netzwerkes besonders anfällig für eine kommunistische Machtübernahme war. Beeindruckt von der Person François Duvaliers, welcher öffentlich eine christliche Bruderschaft proklamierte, setzte sich Frank Carlson bei seiner Rückkehr effektiv für die Unterstützung des später als Papa Doc bekannten Machthabers ein.
Nach dem Ende seiner Zeit im Kongress im Jahr 1969 zog er sich nach Concordia zurück, wo er seinen Lebensabend verbrachte. Dort starb er 1987 im Alter von 94 Jahren.